# André Godinat
André Godinat (Reuil, Marne, 3 de setembre de 1903 - Epernay, 3 d'octubre de 1979) va ser un ciclista francès que fou professional entre 1925 i 1937. En el seu palmarès hi ha un quinzena de victòries, entre les quals destaquen el Campionat de França en ruta de 1932 i una etapa al Tour de França de 1931.

## Palmarès
- 1928
  - 1r a la Nancy-Colmar
  - 1r del Gran Premi de la Metal·lúrgia de les Ardenes
- 1929
  - 1r al Gran Premi de Reims
- 1930
  - 1r del Circuit de Viena del Delfinat
- 1931
  - 1r de la París-L'Aigle
  - 1r del Gran Premi de Chabichou
  - 1r de l'Epernay-Chaumont-Epernay i vencedor d'una etapa
  - Vencedor d'una etapa al Tour de França
- 1932
  -  Campió de França en ruta

### Resultats al Tour de França
- 1928. Abandona (7a etapa)
- 1929. Abandona (9a etapa)
- 1931. Abandona (12a etapa). Vencedor d'una etapa

### Resultats al Giro d'Itàlia
- 1932. 47è de la classificació general